# Jean Allain
Jean Allain (* 1965) ist ein Jurist, Autor, Professor an der Monash University und an der University of Hull, Außerordentlicher Professor an der University of Pretoria sowie Berater der Organisation Anti-Slavery International. Er ist bekannt für seine wegbereitenden Arbeiten zur modernen Sklaverei.

## Leben und Werk
Allain wuchs in Kanada auf. Er absolvierte seine Master-Arbeit am Interamerikanischen Gerichtshof für Menschenrechte in San José, Costa Rica, und promovierte am Genfer Hochschulinstitut für internationale Studien (HEI) Im Zuge der Vorbereitung der Promotion absolvierte er ein Referendariat unter dem ersten Präsidenten des Internationalen Strafgerichtshofs für das ehemalige Jugoslawien.
Er wurde Professor für Öffentliches Internationales Recht und Direktor des Human Rights Centre an der Queen’s University Belfast. Von 1998 bis 2004 unterrichtete an der American University in Cairo, Ägypten. Er wurde Professor für Internationales Öffentliches Recht an der Wilberforce Institute for the study of Slavery and Emancipation (WISE) der University of Hull, und Außerordentlicher Professor am Centre for Human Rights der University of Pretoria, South Africa. Seit 2015 ist er Sonderberater von Anti-Slavery International, der weltältesten Menschenrechtsorganisation.
Nunmehr ist er des Weiteren Professor für Rechtswissenschaft an der juristischen Fakultät der Monash University in Melbourne, Australien und Associate des Castan Centre der Universität. Zudem wurde er für den Zeitraum von 2017 bis 2020 zum Visiting Professor an der Pädagogischen Universität Peking ernannt.
Allain ist Generalist im Bereich des Völkerrechts, mit Spezialisierung auf Menschenrechte. Besondere Schwerpunkte seiner Arbeit sind die moderne Sklaverei und der Menschenhandel. Das Buch The Legal Understanding of Slavery, From the Historical to the Contemporary, das er 2012 herausgab, gilt als die umfassendste Darstellung der Bellagio-Harvard Guidelines on the Legal Parameters of Slavery, zum Begriff der Sklaverei und seiner Interpretation im Recht. Der Oberste Gerichtshof Australiens hatte im Jahr 2008 auf der Basis dieser Richtlinien die rechtliche Anwendbarkeit der Definition der Sklaverei aus dem Jahr 1926 auf heutige Situationen festgestellt.
Im Jahr 2016 nahm ein Urteil in einem Prozess des Interamerikanischen Gerichtshofs für Menschenrechte umfassend Rückgriff auf Allains Expertise zum Themenbereich Sklaverei und Zwangsarbeit und zum Konzept der modernen Sklaverei.
Er ist beratend für die Internationale Arbeitsorganisation (ILO), die Organisation für Sicherheit und Zusammenarbeit in Europa (OSZE) und den Hohen Flüchtlingskommissar der Vereinten Nationen (UNHCR) tätig geworden.

## Veröffentlichungen
Bücher
- The Law and Slavery: Prohibiting Human Exploitation, Martinus Nijhoff Publishers, 2012, ISBN 978-90-04-27988-9
- Slavery in International Law: Of Human Exploitation and Trafficking, Martinus Nijhoff Publishers, 2012, ISBN 978-90-04-18695-8
- The Slavery Conventions: The Travaux Préparatoires of the 1926 League of Nations Convention and the 1956 United Nations Convention, 2008
- International Law in the Middle East: Closer to Power than Justice, Aldershot, Ashgate Publishing Ltd, 2004.
- A Century of International Adjudication: The Rule of Law and its Limits, T.M.C. Asser Press, 2000, ISBN 978-90-6704-125-6 The Slavery Conventions: The Travaux Préparatoires of the 1926 League of Nations Convention and the 1956 United Nations Convention (The Travaux Préparatoires Of Multilateral Treaties), Brill – Nijhoff, 2008, ISBN 978-90-04-15861-0

als Herausgeber
- Ting Xu (Autor, Hrsg.), Jean Allain (Hrsg.): Property and Human Rights in a Global Context (Human Rights Law in Perspective), Hart Publishing, 2016, ISBN 978-1-84946-726-1
- Jean Allain (Hrsg.): The Legal Understanding of Slavery, From the Historical to the Contemporary, Oxford University Press, 2012, ISBN 978-0-19-966046-9
- Jean Allain (Hrsg.), Siobhán Mullally (Hrsg.): The Irish Yearbook of International Law, Band 3, 2008, ISBN 978-1-84731-628-8

Artikel (Auswahl)
- The White Slave Traffic in International Law, Journal of Trafficking and Human Exploitation, Band 1, 2017, S. 1–40
- The Definition of Slavery into the Twenty-First Century, in Jean Allain J (Hrsg.), The Legal Understanding of Slavery: From the Historical to the Contemporary, S. 253–280, 2012, Oxford University Press
- Nineteenth Century Law of the Sea and the British Abolition of the Slave Trade, British Yearbook of International Law, Band 78, 2008, S. 342–388
- Orientalism and International Law: the Middle East as Underclass of the International Legal Order, Leiden Journal of International Law, Band 17, Nr. 2, Juni 2004, S. 391–404. doi:10.1017/S0922156504001864
- mit John R.W.D. Jones: A Patchwork of Norms, A Commentary on the 1996 Draft Code of Crimes against the Peace and Security of Mankind, European Journal of International Law, Band 8, Nr. 1, 1997, S. 115